# 明尼蘇達州聖保羅聖殿
明尼蘇達聖保羅聖殿（St. Paul Minnesota Temple）是耶穌基督後期聖徒教會的第69座聖殿，位於美国明尼苏达州聖保羅郊外的橡谷。明尼蘇達聖保羅聖殿面積7.5-英畝（3.0-公頃），附設有耶穌基督後期聖徒教會明尼蘇達州中心。2008年，耶穌基督後期聖徒教會曾因火災而小幅受損。